# Kaló Chorió (Lassíthi)
Kaló Chorió (grec moderne : Καλό Χωριό) est un village de Grèce, sur l’île de Crète.

## Démographie
En 2021, la population était de 371 habitants.